# 喜悅 (電影)
《喜悅》（英語：Ullaasam）是一部1997年印度泰米爾語愛情動作片，由JD—傑瑞執導兼編劇，阿米塔·巴強監製，阿吉特·庫馬、維克拉姆及馬赫斯瓦里主演，拉古瓦蘭、S·P·巴拉蘇布拉赫曼尼亞姆和斯里維迪亞擔任重要配角。電影講述兩個男孩在各自父親的影響下長大。成年後，一位成為歌手，另一位則成為當地暴徒，兩人在大學時都喜歡上同一個女孩。電影1997年5月23日在印度上映，口碑褒貶不一。

## 演員
- 阿吉特·庫馬飾演古魯（Guru）
- 維克拉姆飾演德夫（Dev）
- 馬赫斯瓦里（英语：Maheswari）飾演梅加（Megha，蕾瓦蒂（英语：Revathi）配音）
- 拉古瓦蘭（英语：Raghuvaran）飾演JK（J. K.）
- S·P·巴拉蘇布拉赫曼尼亞姆飾演坦蓋亞（Thangaiah）
- 斯里維迪亞（英语：Srividya）飾演古魯之母
- 蒂凡（英语：Devan (actor)）飾演查特吉（Chatterjee，塔萊瓦薩爾·維傑（英语：Thalaivaasal Vijay）配音）

## 製作
《喜悅》是阿米塔·巴強的製片公司旗下的首部泰米爾語電影，巴強親自挑選主演。阿吉特·庫馬在《愛的城堡》（1996年）獲得成功後簽約出演本片，而演員詩麗黛瑋的堂表親馬赫斯瓦里在泰盧固語電影中取得成功後獲簽約。製片方起初選擇阿倫·維賈伊與阿吉特擔任雙主角，但不願維賈伊出演雙英雄電影，於是改由維克拉姆簽下。在阿米塔·巴強公司成為導演二人組JD—傑瑞執導的一些連續劇集的營銷團隊成員後，決定讓他們執導本片；這也是JD—傑瑞的長片導演處女作。據報導，演員庫西卜的兄弟阿卜杜拉（Abdullah）與演員納格馬的妹妹羅希尼也曾參與最初的演員陣容，但最終並未如期現身。因1997年南印度電影員工聯合會罷工，本片一度被延期。此外，在拍攝過程中，阿吉特因拍攝跳舞及打架戲而導致背部受傷，需接受另一輪矯正手術。

## 音樂
卡提克·拉加負責本片配樂的譜寫。演員卡茂爾·哈桑也在專輯中演唱了一首歌曲。歌曲〈於是上了卡車〉（Cho Larey）改編自1977年秘魯歌曲〈大學生〉，該片段在瑞士拍攝。歌曲〈吹來的風〉（Veesum Kaatrukku）則借用了《風中奇緣》（1995）歌曲〈用心傾聽〉的前奏，發表後廣受好評。
| 歌曲                           | 歌手                                                                   | 作詞                          |
| ------------------------------ | ---------------------------------------------------------------------- | ----------------------------- |
| 〈於是上了卡車〉（Cho Larey）           | S·P·巴拉蘇布拉赫曼尼亞姆、哈里尼、文卡特·帕布                          | 帕蒂·巴斯卡（Paarthi Bhaskar）               |
| 〈讓卡車晃起來〉（Ilavenil Thalattum）           | P·烏尼克里什南                                                         | 甘蓋·阿瑪蘭                   |
| 〈迷人的黃色〉（Konjum Manjal）             | 哈里哈蘭、哈里尼                                                       | 帕拉尼·巴拉蒂                 |
| 〈吻結束了〉（Mutthey Mutthamma）               | 卡茂爾·哈桑、斯瓦爾納拉塔、巴瓦塔里尼                                  | 帕蒂·巴斯卡                   |
| 〈有趣就是有趣〉（Ullasam Ullasam）           | 卡提克·拉加                                                            | 帕蒂·巴斯卡                   |
| 〈青春期會告訴你要活下去〉（Valibam Vaazha Sollum） | 卡提克·拉加、帕布·德瓦、阿吉特·庫馬、維克拉姆、馬赫斯瓦里、施露蒂·哈桑 | 帕蒂·巴斯卡、阿潤莫治（饒舌） |
| 〈吹來的風〉（Veesum Kaatrukku）               | P·烏尼克里什南、哈里尼                                                 | 帕拉尼·巴拉蒂                 |
| 〈某人某人〉（Yaaro Yaaryaro）               | 伊萊亞拉賈、巴瓦塔里尼                                                 | 阿里武馬蒂                    |

## 發行及反響
《喜悅》1997年5月23日在印度上映，外界口碑褒貶不一。《卡爾基》雜誌的RPR（R. P. R.）將本片的劇本比喻為帕那瓦（Pallavan）公車，行駛速度很快，然後經常突然故障。《新海峽時報》的K·N·維賈揚（K. N. Vijiyan）讚賞電影的「道德論點」，並補充道：「有很多開槍戲都是慢動作，所以暴力並未真正主導這部本質上是愛情的故事。」但他批評維克拉姆的人物形象前後不一：最初被視為「軟弱的角色」，後來被塑造成「布魯斯·威利」式的人物；該角儘管以前從未接觸過槍枝，但卻表現出了對槍械的熟練。
本片票房慘敗，成為阿吉特1997年連續失利的五部片之一。反之，電影上映後，維克拉姆承認本片因其角色的柔和個性而擴大了自己的女性粉絲群。JD—傑瑞談到本片的院線放映，認為這個主題的「殺傷力過大」可能會讓觀眾望而卻步，並表示以年輕人為中心的感覺與同時期早上映的兩部片《爱在土地》（1996年）和《觸電之夢》（1997年）相似。

## 外部連結
- 互联网电影数据库（IMDb）上《喜悅》的资料（英文）